# Rockabye (singolo)
Rockabye è un singolo del gruppo musicale britannico Clean Bandit, pubblicato il 21 ottobre 2016 come secondo estratto dal secondo album in studio What Is Love?
Esso, che vede la partecipazione vocale del rapper giamaicano Sean Paul e della cantante britannica Anne-Marie, rappresenta il primo brano prodotto dalla band dopo l'abbandono di Neil Amin-Smith.

## Tracce
Testi e musiche di Jack Patterson, Steve Mac, Ammar Malik, Ina Wroldsen e Sean Paul Henriques.
Download digitale
1. Rockabye (feat. Sean Paul & Anne-Marie) – 4:11

CD singolo
1. Rockabye – 4:11
2. Rockabye (Thomas Rasmus Chill Mix) – 3:38

Download digitale – Remixes EP
1. Rockabye (Jack Wins Remix) – 5:05
2. Rockabye (End of the World Remix) – 2:54
3. Rockabye (Elderbrook Remix) – 3:28
4. Rockabye (Thomas Rasmus Chill Mix) – 3:38

## Formazione
Musicisti
- Anne-Marie – voce
- Sean Paul – voce
- Luke Patterson – batteria
- Jack Patterson – pianoforte
- Grace Chatto – violoncello, cori
- Steve Mac – tastiere
- James Boyd – viola
- Beatrice Philips – violino
- Braimah Kanneh-Mason – violino
- Caroline Ailin – cori
- Kelly Barnes – voci addizionali

Produzione
- Hal Ritson – assistente tecnico, programmazione
- Stuart Hawkes – mastering
- Drew Smith – assistente tecnico, produzione
- Tom Fuller – ingegneria del suono, produzione
- Chris Laws – ingegneria del suono
- Anthony Leung – ingegneria del suono
- Dann Pursey – ingegneria del suono

## Successo commerciale
Il 28 ottobre 2016, Rockabye è entrato nella classifica statunitense posizionandosi settimo. La settimana successiva, è salito di 3 posizioni; nella terza settimana raggiunse la posizione numero uno. Rockabye è il secondo singolo di successo dei Clean Bandit, dopo Rather Be. Il 7 gennaio 2017, trascorse nove settimane consecutive come primo singolo della classifica, è diventato anche il primo singolo numero uno dell'anno in Australia, inoltre ha raggiunto il numero uno in Austria, Finlandia, Germania, Repubblica d'Irlanda, Nuova Zelanda e Svizzera. Il 23 dicembre 2016, il singolo è diventato il numero uno di Natale. Tuttavia, ha venduto solo 57 631 copie, diventando la più bassa vendita di copie di Natale di tutti i tempi. Negli Stati Uniti, Rockabye ha debuttato al numero 100 della Billboard Hot 100, durante la settimana del 24 dicembre 2016.

## Classifiche

### Classifiche settimanali
| Classifiche (2016-24) | Posizione massima |
| --------------------- | ----------------- |
| Australia             | 1                 |
| Austria               | 1                 |
| Belgio (Fiandre)      | 2                 |
| Belgio (Vallonia)     | 1                 |
| Bielorussia           | 157               |
| Bulgaria              | 1                 |
| Canada                | 4                 |
| Danimarca             | 1                 |
| Estonia               | 89                |
| Finlandia             | 1                 |
| Filippine             | 7                 |
| Francia               | 4                 |
| Germania              | 1                 |
| Irlanda               | 1                 |
| Italia                | 1                 |
| Kazakistan            | 55                |
| Libano                | 1                 |
| Lussemburgo           | 2                 |
| Malaysia              | 5                 |
| Messico               | 13                |
| Moldavia              | 176               |
| Norvegia              | 2                 |
| Nuova Zelanda         | 1                 |
| Paesi Bassi           | 1                 |
| Polonia               | 4                 |
| Portogallo            | 3                 |
| Regno Unito           | 1                 |
| Repubblica Ceca       | 1                 |
| Repubblica Dominicana | 45                |
| Romania               | 6                 |
| Russia                | 1                 |
| Slovacchia            | 1                 |
| Slovenia              | 1                 |
| Spagna                | 3                 |
| Stati Uniti           | 9                 |
| Svezia                | 1                 |
| Svizzera              | 1                 |
| Ucraina               | 1                 |
| Ungheria              | 1                 |

### Classifiche di fine anno
| Classifica (2017) | Posizione |
| ----------------- | --------- |
| Brasile           | 83        |
| Perù              | 95        |

### Classifiche di fine decennio
| Classifica (2010-19) | Posizione |
| -------------------- | --------- |
| Russia               | 162       |
| Ucraina              | 36        |